# Veera Ruoho
Veera Marita Ruoho, född Liukkonen 4 augusti 1969 i Hirvensalmi, är en finländsk taekwondoutövare och politiker (Samlingspartiet). Hon var ledamot av Finlands riksdag 2015–2019. Till utbildningen är Ruoho politices kandidat och hon har arbetat som polis.
Ruoho blev invald i riksdagen i riksdagsvalet 2015 med 2 563 röster från Nylands valkrets. Som taekwondoutövare är hennes främsta merit VM-brons som hon tog 1993 i New York och hon har deltagit i olympiska sommarspelen 2000 i Sydney.